# Croix bannière

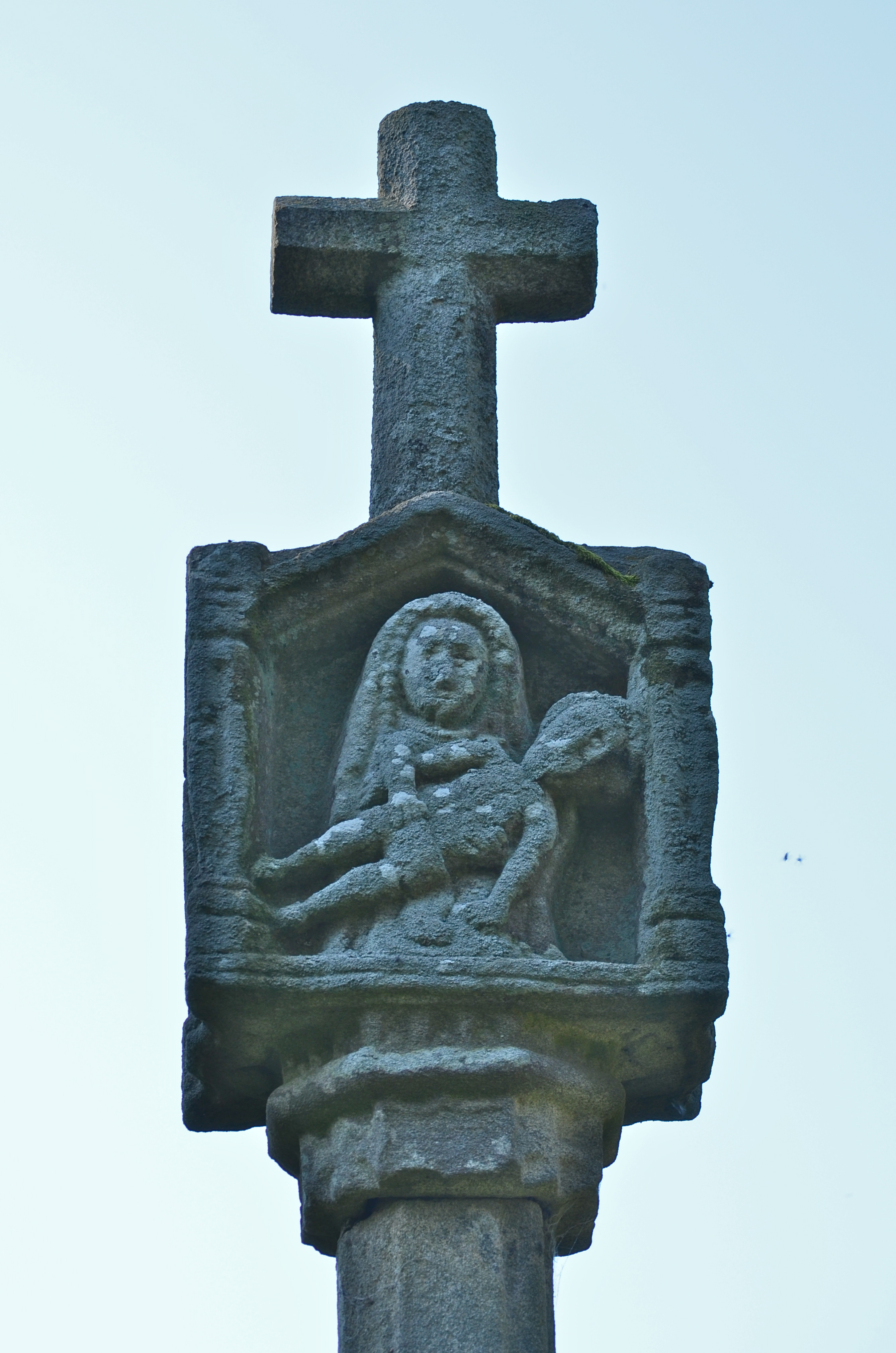
Arrière de la croix bannière de la chapelle Saint-Vincent à Questembert, représentant la pietà

Une croix bannière (ou croix à bannière) est un monument chrétien composé d'un fût supportant un élément sculpté de forme rectangulaire et rappelant une bannière de procession. Elle peut être isolée (croix de chemins, croix de carrefour) ou dressée dans un cimetière ou devant une chapelle ou une église. Les croix bannière sont surtout présentes en Bretagne, principalement dans le Morbihan. On les appelle aussi «croix à panneau» ou «croix à tableau». Elles sont datées des XVe et XVIe siècles.

## Description
Les croix bannière sont des monuments en pierre, le plus souvent en granit, généralement de grande taille. La «bannière» comporte des sculptures sur ses deux faces, parfois même sur ses quatre faces. Les scènes les plus représentées sont la crucifixion et la pietà. Le fût peut se prolonger au-dessus de la bannière pour se terminer en véritable croix.

## Symbolisme
La croix bannière est parfois appelée «croix de la résurrection», car elle rappelle la bannière qu'aurait tenue le Christ en sortant de son tombeau.
- Voir le tableau : La Résurrection du Christ de Raphaël.

## Croix bannières en Bretagne

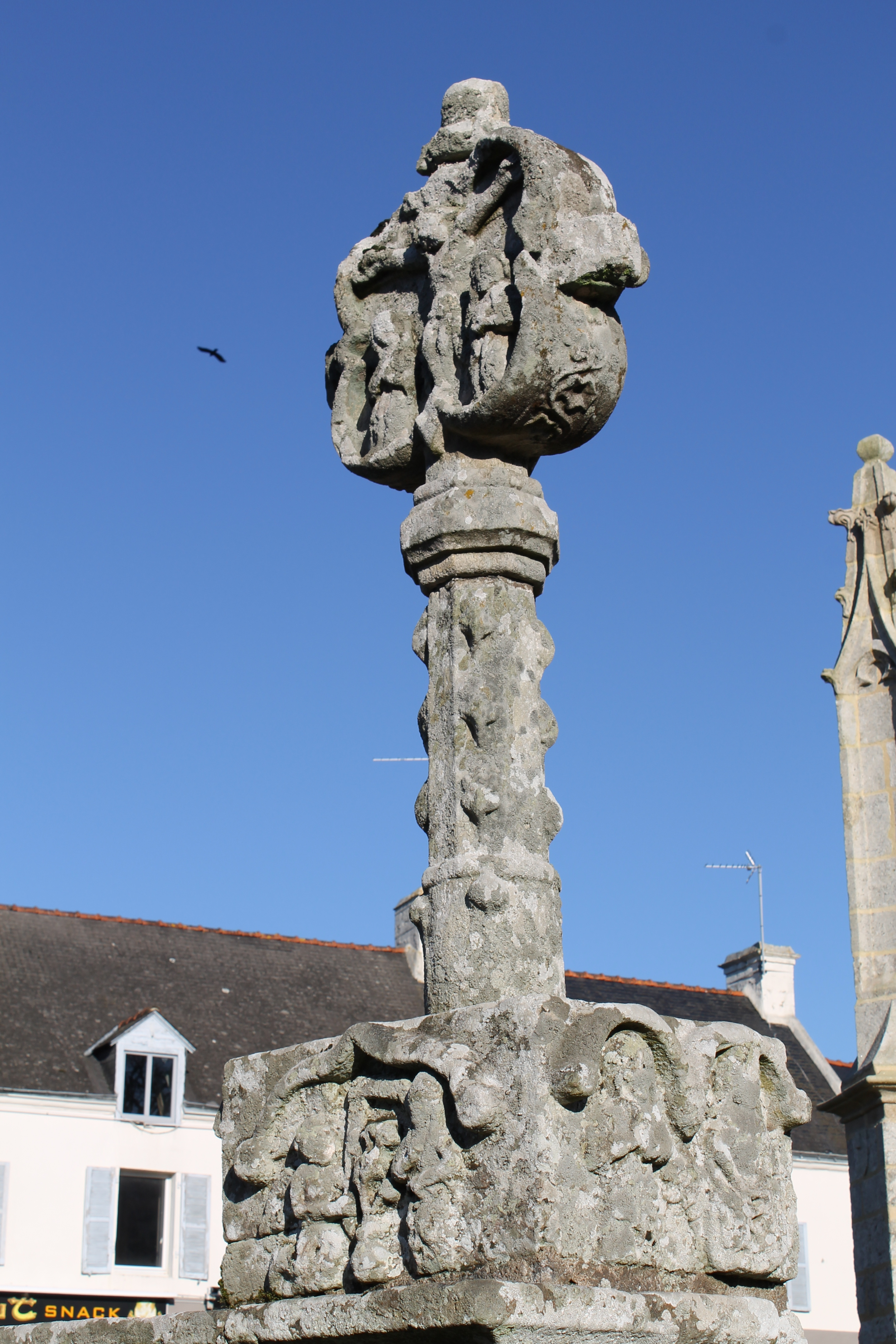
Croix bannière de la chapelle Notre-Dame-du-Loc à Saint-Avé

- Croix de la chapelle Saint-Vincent de Questembert (Morbihan)
- Calvaire Saint-Michel (Questembert, Morbihan)
- Croix de cimetière de Saint-Abraham (Morbihan)
- Croix de Montsarrac (Séné, Morbihan)
- Croix Joubin (Malestroit, Morbihan)
- Croix de cimetière des Fougerêts (Morbihan)
- Croix de chemin de Rannuec (Saint-Nolff, Morbihan)
- Croix de Saint-Colombier (Saint-Nolff, Morbihan)
- Croix du calvaire Saint-Jacques (Malansac, Morbihan)
- Croix de l'église Saint-Pierre de Trédaniel (Côtes-d'Armor)
- Croix du cimetière de Sulniac (Morbihan)
- Croix de la chapelle Notre-Dame-du-Loc à Saint-Avé (Morbihan)